# 猛き箱舟
『猛き箱舟』(たけきはこぶね)は船戸与一による小説、またそれを原作とした漫画である。1985年7月から1986年7月まで『週刊プレイボーイ』で連載されたのち大幅に加筆修正され、1987年4月に集英社から上下2巻で書籍化された。
バブル時代の東京と西サハラ問題に揺れる北西アフリカ(マグレブ)を主要舞台としている。1987年第7回『日本冒険小説協会』大賞受賞(国内部門)、同年『週刊文春ミステリーベスト10』第1位。

## あらすじ
雪深い南アルプス深奥部に潜伏していた五人の高級官僚を殺害した隻腕の男は、警視庁警備部によって"特殊処理"された。だがこの男には政治色はなく過激派との接点もなかった。一年半ほどのあいだにこの男に何があったのか？ 
凡庸な生き方を蔑視し山気の強い香坂正次は、海外進出日本企業の"守護神"として伝説化している"灰色熊"こと隠岐浩蔵への接近を試みる。隠岐の配下に加わることで、自らに箔を付けたいが故だった。甲斐あって隠岐の配下になった香坂は、アフリカでの任務に参加することになった。モロッコとサハラ・アラブ民主共和国の紛争地帯にある、日本企業がリン鉱石を採掘するグ・エンザ鉱山の防衛である。スペイン領サハラ時代の採掘権はスペインが領有権を放棄したので無効になっていた。そのため現在紛争中の両国政府と個別に契約を結ぶことになった。だが契約内容より実際の埋蔵量が多いことを隠しているので、契約が完了するまでをやり過ごすために"灰色熊"が雇われたのだ。シエラネバダでのサバイバルスクールの訓練を、優秀な成績で卒業した香坂は隠岐のチームに合流した。ついに香坂は絶え間ない死線が待ち受けるアフリカへ跳ぶのだった。

## 主な登場人物

### 日本
- 香坂正次　自他ともに認める29歳の"ちんぴら"青年
- 隠岐浩蔵 (灰色熊)　海外進出日本企業の"守護神"
- 隠岐志乃　浩蔵の妻
- 隠岐浩介　浩蔵の長男
- 重山明也　隠岐家に通うボランティアの学生
- 兵頭公明　隠岐の部下
- 寺尾次郎　隠岐の部下
- 野呂景夫　銀座のナイトクラブ"アルバトロス"の盲目のギタリスト
- 滝田裕美　香坂の交際相手 "アルバトロス"のホステス
- 白石佳代子　六本木のブティック経営者
- 関谷潜一　密輸船船長
- 緒方俊道　合同物産専務取締役
- 堂本一馬　大和警備保障所長
- 武居博光　警視庁刑事部捜査一課係長

- 鳥羽宗吉　警視庁警備部企画総務班

### マグレブ
- アフマド・イスハーク　アラブ人 元反イラク政府ゲリラ
- ジャノス・ソルノック　元ハンガリー空軍操縦士
- ゴーティ・ブキャナン　元ローデシア戦線メンバー
- ネド・アンべルス　ベルギー人 元フランス傭兵部隊
- グレッグ・ローガン　元アメリカ海兵隊少尉
- モハメッド・シャリフ　モロッコ王国陸軍少佐
- シャヒーナ　ベルベル人 ポリサリオ解放戦線工作員
- バッサム・バタウィ　ポリサリオ解放戦線南西方面軍司令
- ナギブ・フセイン　サハラ・アラブ民主共和国民族評議会政治委員
- アッバス　アルジェの闇商人
- ザイナバ・ガルダ―ド　アッバスの連絡係 娼館の支配人

## 書籍
- 1987年4月 四六上製本 (上下巻) 集英社

- 1990年7月～8月 (1～4) 集英社文庫

- 1997年5月 (上下巻) 上巻解説/佐々木譲・下巻解説/逢坂剛 集英社文庫

## 漫画
『猛き箱舟』(ヤングジャンプ・コミックス) 集英社
1990年1月 第1巻 / 1990年3月 第2巻 (画) 柳澤一明